# Altavilla Milicia
Altavilla Milicia ('a Mìlicia in siciliano) è un comune italiano di 8 952 abitanti della città metropolitana di Palermo in Sicilia.
Sorge su una collina a 73 m s.l.m., in posizione panoramica, come una terrazza sul Mar Tirreno.

## Geografia fisica

### Clima
| ALTAVILLA MILICIA          | Mesi | Mesi | Mesi | Mesi | Mesi | Mesi | Mesi | Mesi | Mesi | Mesi | Mesi | Mesi | Stagioni | Stagioni | Stagioni | Stagioni | Anno |
| ALTAVILLA MILICIA          | Gen  | Feb  | Mar  | Apr  | Mag  | Giu  | Lug  | Ago  | Set  | Ott  | Nov  | Dic  | Inv      | Pri      | Est      | Aut      | Anno |
| -------------------------- | ---- | ---- | ---- | ---- | ---- | ---- | ---- | ---- | ---- | ---- | ---- | ---- | -------- | -------- | -------- | -------- | ---- |
| T. max. media (°C)         | 11,9 | 11,9 | 14,6 | 17,3 | 21,2 | 25,8 | 28,7 | 29,0 | 24,9 | 21,5 | 17,0 | 13,3 | 12,4     | 17,7     | 27,8     | 21,1     | 19,8 |
| T. media (°C)              | 9,2  | 9,0  | 11,2 | 13,8 | 17,6 | 22,1 | 24,9 | 25,2 | 21,6 | 18,4 | 14,2 | 10,7 | 9,6      | 14,2     | 24,1     | 18,1     | 16,5 |
| T. min. media (°C)         | 6,6  | 6,3  | 8,0  | 10,3 | 13,9 | 18,2 | 21,0 | 21,5 | 18,6 | 15,6 | 11,7 | 8,4  | 7,1      | 10,7     | 20,2     | 15,3     | 13,3 |
| Precipitazioni (mm)        | 77   | 76   | 64   | 61   | 36   | 15   | 6    | 17   | 61   | 83   | 69   | 79   | 232      | 161      | 38       | 213      | 644  |
| Giorni di pioggia          | 9    | 8    | 7    | 7    | 4    | 2    | 1    | 2    | 6    | 7    | 8    | 10   | 27       | 18       | 5        | 21       | 71   |
| Umidità relativa media (%) | 80   | 77   | 76   | 73   | 69   | 62   | 60   | 61   | 71   | 76   | 78   | 79   | 78,7     | 72,7     | 61       | 75       | 71,8 |

## Origini del nome
Il comune prende il nome dalla famiglia Altavilla (Hauteville in francese), la dinastia normanna fondatrice del Regno di Sicilia nel 1130: la baronia feudale di Altavilla passò successivamente nelle mani della famiglia Adragna. La seconda parte del nome fa riferimento al fiume Milicia, che scorre nel territorio comunale.

## Storia
La nascita di Altavilla Milicia si deve alla famiglia Beccadelli di Bologna. Proprietari di diversi feudi, all'inizio del Seicento acquistarono anche i feudi della Mìlicia. Fra il 1620 e il 1623 Francesco Maria avviò la richiesta e ottenne la licentia populandi, cioè l'autorizzazione dal Re di Spagna Filippo III a fondare la terra di Alta Villa. L'impianto urbano fu curato da Mariano Smiriglio, architetto e scultore autore dell'urna di Santa Rosalia e dell'apparato scultoreo dei Quattro Canti di Palermo, a partire da un preesistente baglio fortificato cui era annesso il mulino della cannamela.

### Simboli
Lo stemma e il gonfalone del comune di Altavilla Milicia sono stati concessi con decreto del presidente della Repubblica del 17 novembre 1992.
Il gonfalone è un drappo di azzurro.

## Monumenti e luoghi d'interesse
Il paese ha una struttura urbanistica lineare, a scacchiera, con una complessiva forma a "clessidra" dell'abitato che si è formata nel tempo sul calco dell'originario progetto dello Smiriglio; all'interno del centro abitato sono pochi i monumenti apprezzabili. Il belvedere e il santuario mariano costituiscono le attrattive principali del paese.
Il belvedere è costituito da due piazze contigue poste all'estremità settentrionale dell'altura su cui sorge il centro abitato, proprio di fronte al mare. Il panorama che si ammira va da Capo Zafferano a Cefalù, sino alle isole Eolie. La via principale è stata denominata via Loreto.

Il santuario Mariano Diocesano, che si affaccia sul Belvedere, fondato nel XVII secolo, ospita il Quadro della Madonna, opera di un artista di cultura toscana, attento alle tematiche giottesche e la cui attività è da porre entro la seconda metà del XIV secolo.

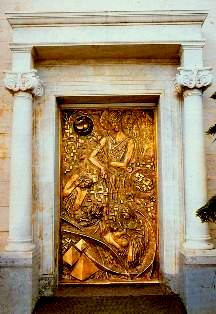
La porta della vita - Santuario della Madonna di Loreto

 La pittura, realizzata con la tecnica della tempera all'uovo, raffigura una Madonna incoronata in trono con Gesù Bambino in piedi sulle sue ginocchia, che tiene nella mano sinistra un plico. San Francesco, invece, con la mano destra indica una figura (che inizialmente si credeva fosse un secondo figlio di Maria o un angelo, ma in seguito si scoprì che si tratta del committente), inginocchiata ai suoi piedi in atteggiamento di preghiera. È molto probabile che il quadro sia giunto ad Altavilla attraverso scambi commerciali, contrariamente alla miracolosa provenienza dal mare antistante sostenuta dalla tradizione popolare locale la quale racconta che il quadro sia arrivato grazie ai pirati saraceni che, avendo difficoltà nel navigare verso Capo Zafferano, attribuirono l'impedimento all'immagine sacra che colpirono diverse volte con le sciabole prima di gettarlo in mare. Resta valida l'ipotesi che lega l'opera al marchese Francesco Maria Beccadelli di Bologna: è infatti plausibile che egli abbia voluto collocare nella cappella annessa al proprio palazzo un'immagine di famiglia in cui erano raffigurati i suoi due santi eponimi, Maria e Francesco.

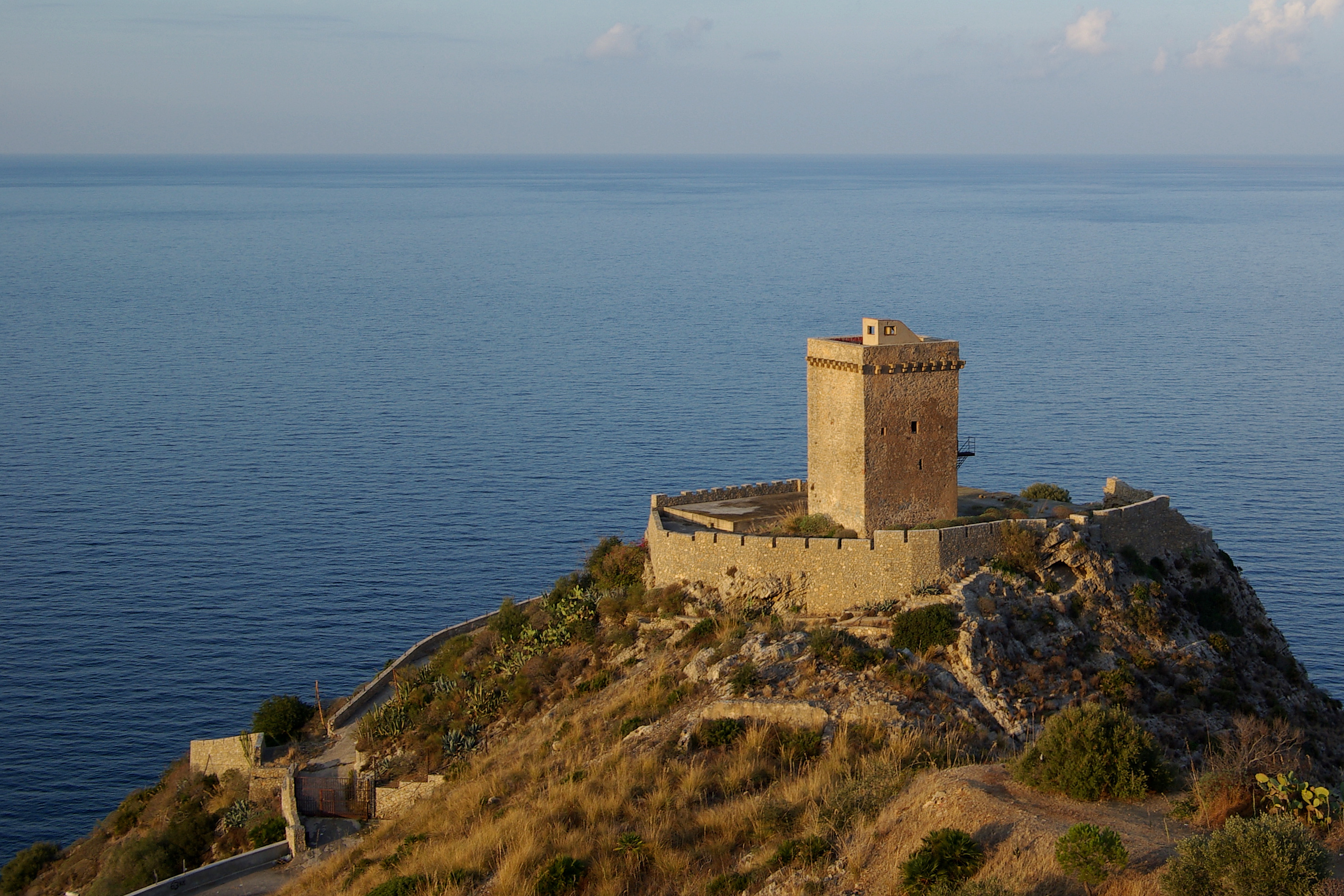
Altavilla Milicia - Torre di guardia

 Nella prima metà del XIX secolo la figura della Madonna è stata ricoperta da una rizza d'oro, adorna di grosse pietre preziose incastonate, tra le quali smeraldi, rubini, zaffiri e topazi, dalle dimensioni notevoli che la rese simile alla Madonna di Loreto (tale copertura è stata rimossa anni fa durante l'opera di restauro che operò anche tramite radiografie, tra le quali una portò alla luce che vi era un dipinto al di sotto delle coperture preziose). Il Santuario è arricchito da pregiate tele del Bagnasco, i recenti affreschi del Bonanno e numerose statue. Il Santuario è meta di pellegrinaggio, soprattutto durante la festa patronale dei giorni 6, 7 e 8 settembre.
Nel 2000 è stata installata nel santuario una porta monumentale in bronzo di Vincenzo Gennaro.
Tra i monumenti da segnalare gli affascinanti ruderi della chiesa di Santa Maria di Campogrosso, detta Chiesazza (ossia 'grande chiesa', dall'uso della lingua siciliana di proporre l'apparente dispregiativo come accrescitivo) posti su un'altura affacciata sul mare, della quale si conservano gran parte delle mura perimetrali e la cripta. Nel 2016, sono state portate alla luce le sepolture (circa 30) e le monete sepolte al di sotto della Chiesazza. Vi si trovava la comunità normanna; quindi la chiesa, gestita da dei monaci, che insieme alla popolazione del centro, venivano sepolti nella terra vicino alla chiesa come in Nord Europa.

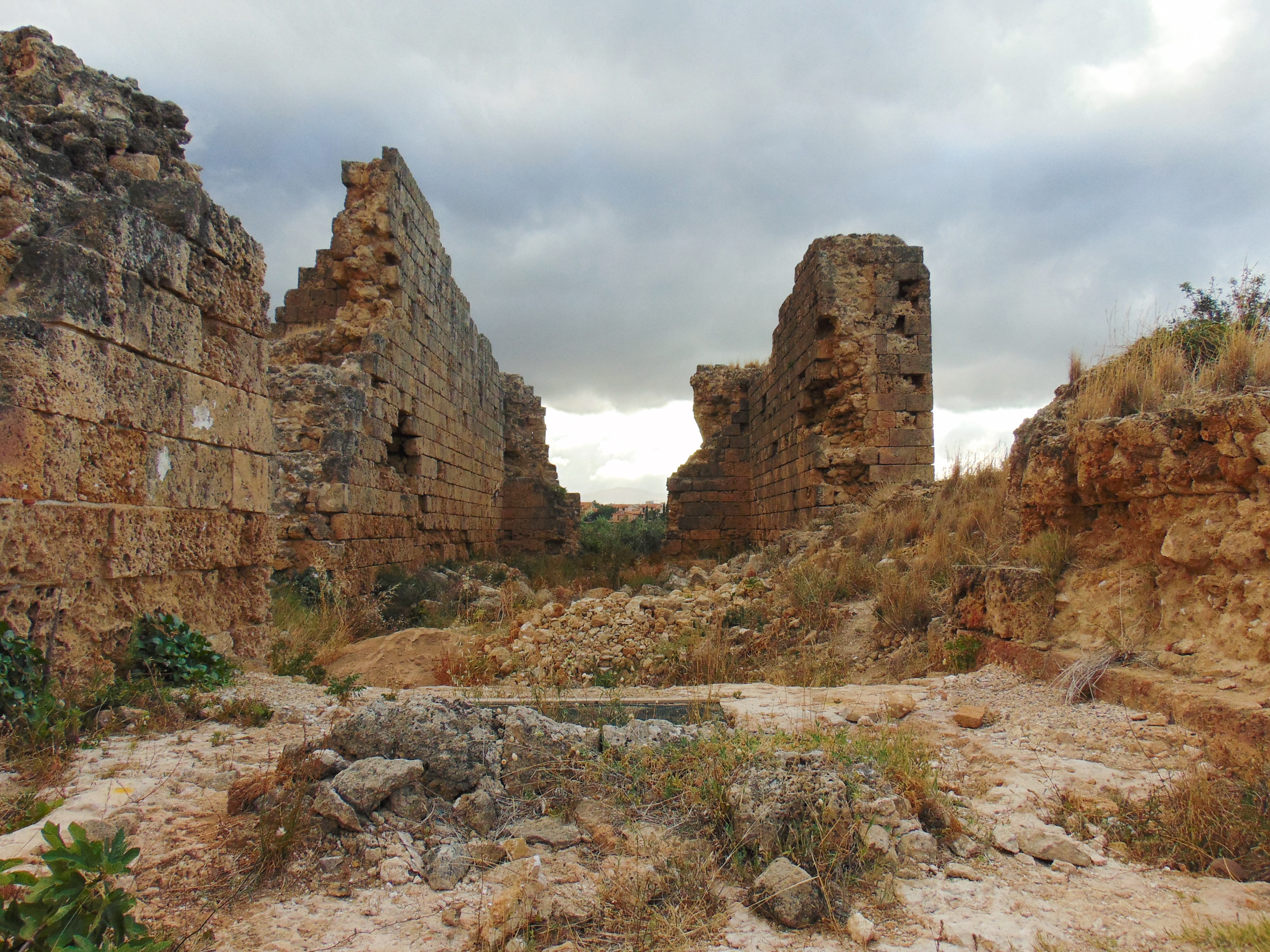
Chiesa di Santa Maria del Campogrosso (Chiesazza) - Vista frontale dell'abside

Più a valle, non molto distante dalla Chiesazza, si trova il cosiddetto Ponte Normanno, sul torrente San Michele. Il ponte, ricordato per la prima volta in un documento del 1248, è una delle ultime testimonianze rimaste della strada medievale fra Palermo e Termini Imerese, che ricalcava in buona parte la romana Via Valeria. È a schiena d'asino e presenta un arco a sesto acuto a doppia ghiera (7,35 m), simile a quelli del Ponte dell'Ammiraglio di Palermo. Sopravvissuto ad alluvioni e intemperie, versa oggi in stato di penoso abbandono, e negli ultimi anni il suo degrado si è sensibilmente accelerato. Scendendo fino al greto del torrente potrete osservare meglio la struttura del ponte, fatta di piccoli blocchi di calcarenite, disposti con molta cura, e i segni d'erosione lasciati dall'acqua sui piloni, che indicano come nei secoli passati il clima fosse più umido, e la portata del torrente, almeno in inverno, notevolmente maggiore di oggi.
Tipiche del paesaggio altavillese sono anche le tre torri costiere di guardia spesso impropriamente considerate normanne:
- Torre delle Mandre, ubicata su Capo Grosso lungo la S.S.113 tra Altavilla Milicia e Trabia. La sua esistenza è stata attestata nel 1557.
- Torre Colonna, ubicata in via Consolare, non molto distante dalla Torre delle Mandre. Esistenza attestata nel 1582.
- Torre Milicia, ubicata vicino all'uscita dell'autostrada A19, accanto alla strada che porta in paese. Esistenza attestata nel 1578.

Le fortificazioni di questo tipo in realtà risalgono a periodi più tardi, aragonese le due della Milicia e del Capo Grosso e probabilmente viceregio Torre Colonna. Le torri rispondevano infatti alle necessità di difesa dagli attacchi dei corsari e pirati maghrebini che sempre più frequentemente saccheggiavano i territori costieri siciliani fra XV e XVII secolo.

## Società

### Evoluzione demografica
Abitanti censiti

### Etnie e minoranze straniere
Secondo i dati ISTAT al 31 dicembre 2020 la popolazione straniera residente era di 164 persone. Le comunità più rappresentate erano:
- Romania: 48
- Marocco: 21
- Bangladesh: 16
- Gambia: 11

## Economia
Ad Altavilla Milicia, in contrada Sperone, si trova uno stabilimento di imbottigliamento di acqua minerale, inoltre, in contrada Incaria si trovano due stabilimenti di produzione di birra artigianale.

## Infrastrutture e trasporti
Il Comune è interessato dalle seguenti direttrici stradali:
- Strada Statale 113 Settentrionale Sicula  Bivio al km 238,2.
- Autostrada A19 Palermo-Catania  Svincolo al km 11,1.

È servito da una stazione ferroviaria, distaccata dal centro urbano e, inoltre, da due linee di autobus, una con capolinea Palermo (Piazzale Giotto), passando per Casteldaccia, l'altra con capolinea Bagheria (Punta Aguglia), passando per Casteldaccia e Santa Flavia.
L'aeroporto più vicino è quello di Palermo-Punta Raisi "Falcone e Borsellino" distante dal comune 53 km.
I porti turistici più vicini sono quelli di Palermo e Termini Imerese, distanti entrambi dal comune circa 20 km.

## Media

### Radio
- Radio Altavilla Centrale (emittente non più attiva)

## Amministrazione
Di seguito è presentata una tabella relativa alle amministrazioni che si sono succedute in questo comune.
| Periodo           | Periodo           | Primo cittadino         | Partito      | Carica              | Note   |
| ----------------- | ----------------- | ----------------------- | ------------ | ------------------- | ------ |
| 24 settembre 1988 | 10 giugno 1992    | Salvatore Scaletta      | lista civica | Sindaco             | [ 11 ] |
| 13 luglio 1990    | 7 ottobre 1991    | Enzo Livio Damiano      | lista civica | Sindaco             | [ 11 ] |
| 15 settembre 1992 | 7 giugno 1993     | Giovanbattista Leone    |              | Comm. straordinario | [ 11 ] |
| 7 giugno 1993     | 22 novembre 1995  | Salvatore Lombardo      | lista civica | Sindaco             | [ 11 ] |
| 11 luglio 1996    | 30 novembre 1998  | Francesco Paolo Errante |              | Comm. straordinario | [ 11 ] |
| 11 luglio 1996    | 30 novembre 1998  | Fulvio Sodano           |              | Comm. straordinario | [ 11 ] |
| 11 luglio 1996    | 30 novembre 1998  | Antonio Cirafisi        |              | Comm. straordinario | [ 11 ] |
| 30 novembre 1998  | 27 maggio 2003    | Salvatore Scaletta      | lista civica | Sindaco             | [ 11 ] |
| 27 maggio 2003    | 17 giugno 2008    | Salvatore Scaletta      | lista civica | Sindaco             | [ 11 ] |
| 17 giugno 2008    | 26 settembre 2011 | Francesco Camarda       | lista civica | Sindaco             | [ 11 ] |
| 4 novembre 2011   | 8 maggio 2012     | Angelo Sajeva           |              | Comm. straordinario | [ 11 ] |
| 8 maggio 2012     | 11 febbraio 2014  | Antonino Parisi         | lista civica | Sindaco             | [ 11 ] |
| 11 febbraio 2014  | 17 luglio 2015    | Rosalia Eleonora Presti |              | Comm. straordinario | [ 11 ] |
| 11 febbraio 2014  | 17 luglio 2015    | Salvatore Tartaro       |              | Comm. straordinario | [ 11 ] |
| 11 febbraio 2014  | 17 luglio 2015    | Domenico Fichera        |              | Comm. straordinario | [ 11 ] |
| 17 luglio 2015    | 20 gennaio 2016   | Antonino Parisi         | lista civica | Sindaco             |        |
| 28 gennaio 2016   | 28 novembre 2016  | Rosalia Eleonora Presti |              | Comm. straordinario | [ 12 ] |
| 28 gennaio 2016   | 28 novembre 2016  | Salvatore Tartaro       |              | Comm. straordinario | [ 12 ] |
| 28 gennaio 2016   | 28 novembre 2016  | Domenico Fichera        |              | Comm. straordinario | [ 12 ] |
| 28 novembre 2016  | in carica         | Giuseppe Virga          | lista civica | Sindaco             |        |